# Байрам (село)
Байрам (вариант названия Станция Байрам) — село в Хасавюртовском районе Дагестана.

## Географическое положение
Расположено в 5 км к востоку от города Хасавюрт, в селе расположен железнодорожный остановочный пункт Байрам Северо-Кавказской железной дороги.

## История
Начало селу положила железнодорожная станция Байрам, образованная в 1917 г. Первыми поселенцами стали рабочие станции.

## Население
| 1939 | 1970 | 1989 | 2002 | 2010 | 2021 |
| ---- | ---- | ---- | ---- | ---- | ---- |
| 88   | ↗220 | ↗421 | ↗455 | ↘446 | ↗634 |

До начала 90-х годов основным населением села были русские.

По данным Всероссийской переписи населения 2010 года:
| № | Национальность | Численность, чел. | Доля |
| - | -------------- | ----------------- | ---- |
| 1 | аварцы         | 378               | 85 % |
| 2 | кумыки         | 43                | 10 % |
| 3 | чеченцы        | 19                | 5 %  |